# Jesus von Nazareth (Werk von Papst Benedikt XVI.)

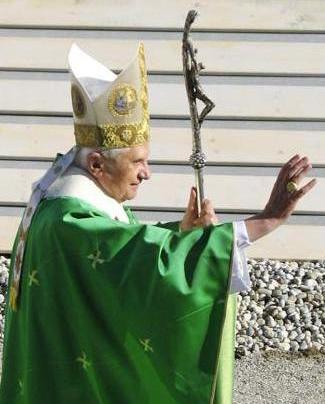
Autor Papst Benedikt XVI. (2006)

„Jesus von Nazareth“ ist der Titel des dreibändigen theologischen Werks von Papst Benedikt XVI., in dessen Zentrum die Gestalt und Botschaft von Jesus Christus, die innere Mitte des christlichen Glaubens, steht. Aus Sicht des Autors werden die historisch vielschichtigen Überlieferungen der vier kanonischen Evangelien als eine von innen her zusammenhängende Botschaft gelesen, analysiert und kommentiert.

## Erscheinung und Übersetzung
Die deutsche Originalausgabe der drei Einzelbände, deren Manuskript handschriftlich verfasst wurde, erschien zwischen 2007 und 2012 im Verlag Herder. Die in zahlreiche Sprachen übersetzten weiteren Ausgaben werden von Libreria Editrice Vaticana sowie von RCS Libri S.p.A, Milano, herausgegeben.

## Inhalt und Methode
In der Trilogie entfaltet Papst Benedikt XVI. eine neuartige Bibelauslegung, die zwei ganz unterschiedliche Methoden von Hermeneutik – die christologisch-kanonische und die historisch-kritische – miteinander verbindet. Einen Schwerpunkt des Werks bildet die Auseinandersetzung mit Bibelauslegern und exegetischen Richtungen aus zwei Jahrhunderten sowie mit der Väterexegese, deren wichtigste Konklusion ist, dass das Jesusbild der Bibel und der „historische Jesus“ identisch seien. Durch singulare historische Methoden würden bloß fragmentarische und verzerrte Jesusgestalten aus dem biblischen Bild abstrahiert, statt „rekonstruiert“. Mit seiner Exegese formt Papst Benedikt XVI. eine eigentliche exegetische Theologie und trägt zur postscriptuellen Schriftwerdung bei. Sein Jesusbuch, das ohne jegliche lehramtlich-dogmatische Absicht geschrieben wurde, will der heutigen Generation Jesus als Gott und Mensch rational und emotional näher bringen.

## Ratzinger-Exegese
Für ausführliche Angaben zur Ratzinger-Exegese und Bibelauslegung des Buches siehe den Wikipedia-Artikel zum 1. Band:
- Hermeneutische Grundlage und Exegetische Einordnung
- Bibelauslegung und Konzept des Buches

## Bände
- Jesus von Nazareth. Prolog – Die Kindheitsgeschichten, 2012, ISBN 978-3-451-34999-7.
- Jesus von Nazareth – Band 1: Von der Taufe im Jordan bis zur Verklärung, 2007, ISBN 3-451-29861-9.
- Jesus von Nazareth – Band 2: Vom Einzug in Jerusalem bis zur Auferstehung, 2011, ISBN 978-3-451-32999-9.
- Joseph Ratzinger – Benedikt XVI.: Jesus von Nazareth, Herder Verlag, Freiburg im Breisgau – Basel – Wien, 2007–2012. (Zitation der Gesamtausgabe)